# Фие-алло-Шилиар
Фие-алло-Шилиар (итал. Fiè allo Sciliar, нем. Völs am Schlern) — коммуна в Италии, располагается в регионе Трентино — Альто-Адидже, в провинции Больцано.
Население составляет 3015 человек (2008 г.), плотность населения составляет 69 чел./км². Занимает площадь 44 км². Почтовый индекс — 39050. Телефонный код — 0471.
Покровительницей коммуны почитается Пресвятая Богородица, Её Успение празднуется 15 августа. 

## Демография

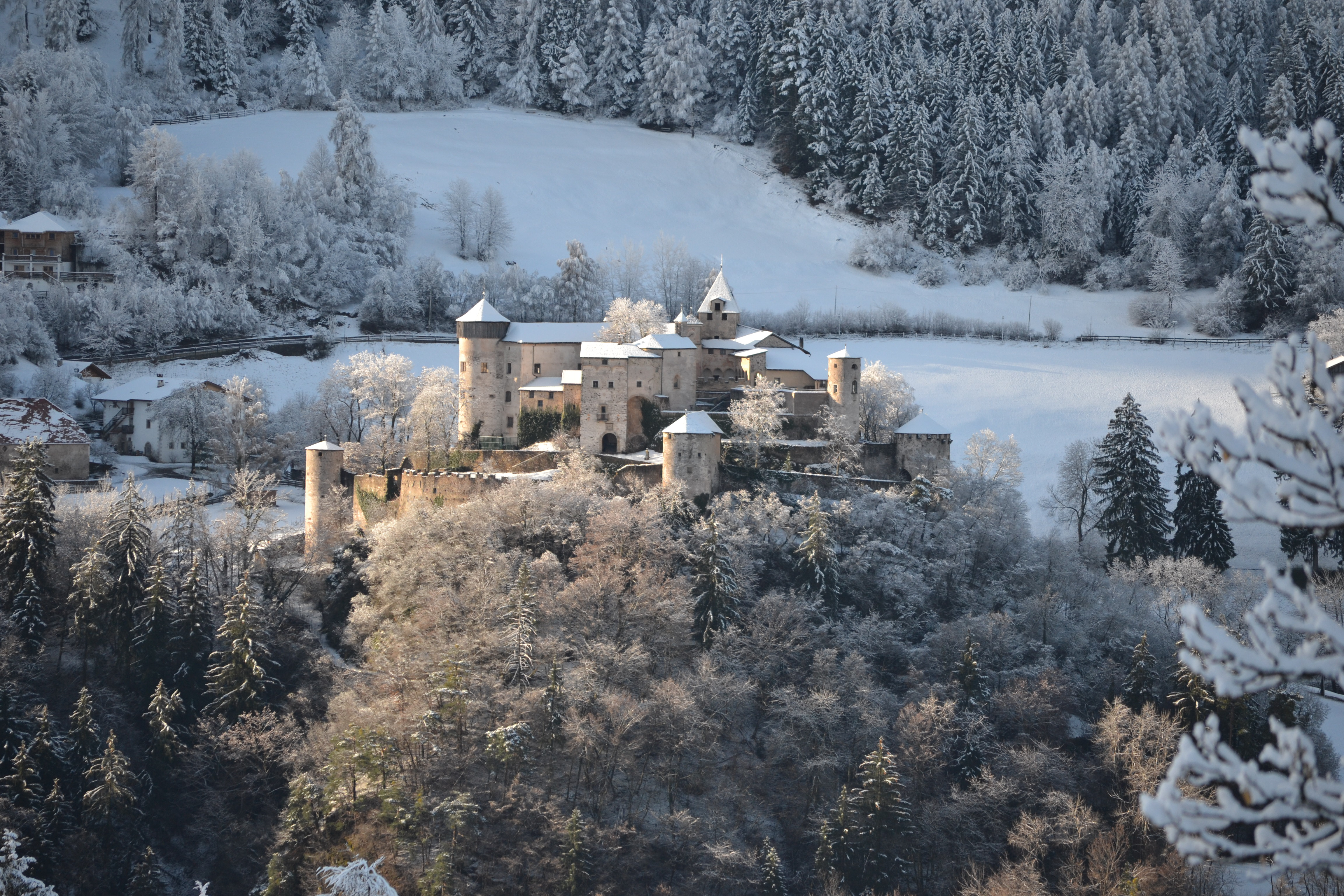
Замок Прёсельс недалеко от деревни Фие-алло-Шилиар

Динамика населения:

## Администрация коммуны
- Официальный сайт: http://www.comune.fie.bz.it/